# Логозовичи
Логозовичи — деревня в Логозовской волости Псковского района Псковской области России.

## География
Расположена в 3 км к северо-западу от Неёлово и в 6 км к западу от Пскова.
Формально бывший (фактически действующий) административный центр Логозовской волости (который официально находится в Неёлово-2).

## Население
| 2001 | 2002 | 2010 | 2012 |
| ---- | ---- | ---- | ---- |
| 70   | ↗75  | ↘61  | ↗95  |

## История
В 1407 году вблизи деревни произошла битва на Логозовицком поле, также известная как Каменское побоище, в которой псковичи потерпели поражение от ливонцев.

## Галерея
- Начало д. Логозовичи со стороны Неёлово
- Воинский мемориал в д. Логозовичи
- Начало д. Логозовичи со стороны д. Северик
- Здание Администрации Логозовской волости